# Хохлова, Людмила Петровна
Людмила Петровна Хохлова (род. 1938) — советский и российский учёный-биолог, педагог, специалист в области физиологии и биохимии растений, доктор биологических наук (1985), профессор (1990). Заслуженный профессор КГУ (2010). Заслуженный деятель науки Республики Татарстан (1995). Заслуженный работник высшей школы Российской Федерации (2008).

## Биография
Родилась 10 декабря 1938 года в Твери в семье военнослужащего.
С 1956 по 1961 год обучалась на биолого-почвенном факультете Казанского университета, который окончила с отличием. С 1961 по 1964 год обучалась в аспирантуре по кафедре физиологии растений, ученица профессора А. М. Алексеева. С 1964 по 1967 год на научной работе в Биологическом институте Казанского филиала АН СССР в должности младшего научного сотрудника.
С 1967 года на педагогической работе в Казанском университете: с 1967 по 1970 год — ассистент и старший преподаватель, с 1970 года — доцент, с 1987 года — профессор и с 1991 года — заведующая кафедрой физиологии растений. С 1988 года являлась организатором и научным руководителем Научно-исследовательской лаборатории регуляторов роста и устойчивости растений КГУ, исследования под руководством Л. П. Хохловой были связаны с выяснением клеточных механизмов адаптации и выносливости растений к стрессовым внешним факторам, для последующего поиска приёмов и путей повышения устойчивости сельскохозяйственных культур.
В 1966 году Л. П. Хохлова была утверждена в учёной степени кандидат биологических наук по теме: «Возрастные изменения физико-химических свойств цитоплазменных белков и состояния воды в листьях растений», в 1985 году — доктор биологических наук по теме: ««Структурно-функциональное состояние митохондрий в связи с осенним закаливанием растений». В 1970 году приказом ВАК ей было присвоено учёное звание — доцент, в 1990 году — профессор. В 2010 году ей было присвоено почётное звание — Заслуженный профессор КГУ

## Научно-педагогическая деятельность
Основная научно-педагогическая деятельность Хохловой связана с вопросами в области физиологии и биохимии растений, под её руководством впервые были выделены растворимые белки цитоплазмы в препаративных количествах. Под руководством Л. П. Хохловой проводиться новые фундаментальные исследования в области проблем клеточной биологии, связанных с выяснением интегральной физиологической роли цитоскелета в формировании механизмов адаптации и устойчивости растений.  Л. П. Хохлова — член Научного совета РАН по фотосинтезу и физиологии растений, член Совета «Биологические науки и технологии» Министерства образования и науки Российской Федерации, член Президиума  Общества физиологов растений России, эксперт и председатель Научного совета «Физиолого-биохимические основы адаптации и продуктивности растений» Академии наук Республики Татарстан, С 2001 года член Учёного совета КГУ.
Л. П. Хохлова является автором более 350 научных работ, в том числе многочисленных  монографий и двух авторских свидетельств на изобретения. Под руководством и при непосредственном участии  В. З. Латыповой было защищено более десяти кандидатов и докторов наук. 
В 1995 году ей было присвоено учёное звание — Заслуженный деятель науки Республики Татарстан.
В 2008 году Указом Президента России «За заслуги в научно-педагогической  деятельности и большой вклад в подготовку квалифицированных специалистов» Л. П.
Хохловой было присвоено почётное звание — Заслуженный работник высшей школы Российской Федерации